# 都野七海
都野 七海（つの ななみ、2004年11月23日 - ）は、日本の女子バスケットボール選手である。ポジションはポイントガード。Wリーグのトヨタ紡織サンシャインラビッツ所属。

## 来歴
山口県出身。
大阪薫英女学院高校でインターハイ、国体、ウインターカップ準優勝。U18アジアカップ日本代表にも選ばれる。
2023年1月、トヨタ紡織サンシャインラビッツにアーリーエントリーとして加入。

## 日本代表歴
- 2022年 U18アジアカップ
- 2023年 U19ワールドカップ